# Mantua (Ohio)
Mantua é uma vila localizada no estado norte-americano de Ohio, no Condado de Portage.

## Demografia
Segundo o censo norte-americano de 2000, a sua população era de 1046 habitantes.
Em 2006, foi estimada uma população de 1016, um decréscimo de 30 (-2.9%).

## Geografia
De acordo com o United States Census Bureau tem uma área de
3,6 km², dos quais 3,6 km² cobertos por terra e 0,0 km² cobertos por água. Mantua localiza-se a aproximadamente 365 m acima do nível do mar.

## Localidades na vizinhança
O diagrama seguinte representa as localidades num raio de 16 km ao redor de Mantua.